# Prinsar i exil
Prinsar i exil (originaltitel: Princes in Exile) är en kanadensisk film från 1991 efter romanen Princes in Exile av Mark Schreiber. 

## Handling
17-årige Ryan har en hjärntumör och har insett att han har mindre än ett år kvar att leva. Medan tiden rinner ut sätter han upp två mål: att publicera sin journal och att förlora oskulden. Men allteftersom han får nya optimistiska vänner som vägrar att ge upp kampen mot sina cancersjukdomar finner han ny styrka och hans perspektiv ändras.

## Om filmen
Prinsar i exil hade världspremiär den 22 februari 1991 i New York. Filmen visades i SVT2 torsdagen den 22 oktober 1992.

## Rollista
- Zachary Ansley – Ryan Rafferty
- Nicholas Shields – Robert
- Stacie Mistysyn – Holly
- Chuck Shamata – doktor Merritt
- Andrea Roth – Marlene
- Gordon Michael Woolvett – Louis
- Alexander Chapman – Gabriel
- Andrew Miller – Tyler
- John Fucile – Jason
- Hrothgar Mathews – Rick
- Casey Lawton – Todd
- Ron Lea – doktor Kattenberg
- Ethan Tobman – Neil

## Utmärkelser
- 1990 – Festival des Films du Monde – Bästa manus, Joe Wiesenfeld
- 1990 – Festival des Films du Monde – Juryns specialomnämnande, Giles Walker